# The Brightest Void
The Brightest Void es el tercer EP de la cantante soprano de rock y metal Tarja Turunen. Sirve como una precuela del álbum principal The Shadow Self. Fue lanzado el 3 de junio de 2016 y contiene 9 pistas.

## Orígenes y estructura
Este álbum se le ocurrió a Tarja como una sorpresa y regalo para sus fanes que contuviera material grabado pero no incluido en el álbum principal. Ella explicó: "Durante el largo proceso de grabación de las canciones de mi nuevo álbum de estudio 'The Shadow Self', me di cuenta de que había tantas canciones para sólo un álbum. Así que esta vez decidí no guardarme nada y compartir todas mis canciones nuevas favoritas con ustedes, los fanes, que me han mostrado un apoyo tan constante y apasionado."
El 14 de abril de 2016, Earmusic lanzó un tráiler para el video "No Bitter End".  El video completo fue lanzado el 20 de abril.
El 27 de mayo de 2016, Tarja anunció que el álbum completo estaba disponible para streaming en Apple Music.

## Lista de canciones
| The Brightest Void |                                                                 |                                                                   |          |  |
| N.º                | Título                                                          | Escritor(es)                                                      | Duración |  |
| 1.                 | «No Bitter End» (Video Clip Version)                            | Tarja Turunen, Mattias Lindblom, Alexander Scholpp, Daniel Pieper | 3:49     |  |
| 2.                 | «Your Heaven and Your Hell» (feat. Michael Monroe)              | Turunen, Michael Monroe, Julian Barrett                           | 5:34     |  |
| 3.                 | «Eagle Eye» (feat. Toni Turunen, con Chad Smith en la batería.) | Turunen, Pauli Rantasalmi                                         | 5:01     |  |
| 4.                 | «An Empty Dream» (Main Theme from "Corazón Muerto")             | Turunen, Miguel Ricardo Borzi, Mariano Cattaneo                   | 5:02     |  |
| 5.                 | «Witch-Hunt»                                                    | Turunen                                                           | 5:16     |  |
| 6.                 | «Shameless»                                                     | Turunen, Barrett                                                  | 3:42     |  |
| 7.                 | «House of Wax» (Paul McCartney cover)                           | Paul McCartney                                                    | 5:50     |  |
| 8.                 | «Goldfinger» (James Bond Main Theme, Shirley Bassey cover)      | John Barry, Leslie Bricusse, Anthony Newley                       | 4:15     |  |
| 9.                 | «Paradise (What About Us?)» (feat. Within Temptation)           | Martijn Spierenburg, Sharon den Adel, Robert Westerholt           | 5:18     |  |

| Japanese Edition |                |          |  |
| N.º              | Título         | Duración |  |
| 10.              | «Into the Sun» | 6:10     |  |

## Personal[7]

### Músicos
| - Tarja Turunen - voz - Julian Barrett - Peter Barrett - Kevin Chown - Luis Conte - Mike Coolen - batería - Guillermo De Medio - Sharon den Adel - voz en el track 9 - Jim Dooley - Stefan Helleblad - guitarras en el track 9 - Bart Hendrickson - Ruud Jolie - guitarras en el track 9 - Izumi Kawakatsu - Christian Kretschmar - Max Lilja - chelo - Michael Monroe - voz en el track 2 | - Mervi Myllyoja (enlace roto disponible en Internet Archive; véase el historial, la primera versión y la última). - violín - Atli Örvarsson - Tim Palmer - Mezcla - Nico Polo - Fernando Scarcella - Alex Scholpp - guitarra - Chad Smith - batería en el track 3 - Martijn Spierenburg - teclado en el track 9 - Torsten Stenzel - Mike Terrana - batería - Toni Turunen - voz en el track 3 - Jeroen van Veen - bajo en el track 9 - Mel Wesson - Robert Westerholt - guitarra en el track 9 - Doug Wimbish - Anders Wollbeck |

## Posicionamiento
| Listas (2016)                       | Posicionamiento |
| ----------------------------------- | --------------- |
| Austria (Ö3 Austria)                | 55              |
| Bélgica (Ultratop flamenca)         | 113             |
| Bélgica (Ultratop valona)           | 80              |
| República Checa (ČNS IFPI)          | 11              |
| Finlandia (Suomen Virallinen Lista) | 25              |
| Francia (SNEP)                      | 99              |
| Alemania (Offizielle Top 100)       | 41              |
| Suiza (Schweizer Hitparade)         | 35              |